# Kościół Niepokalanego Poczęcia Najświętszej Maryi Panny w Miłkowicach
Kościół Niepokalanego Poczęcia Najświętszej Maryi Panny – rzymskokatolicki kościół parafialny należący do parafii pod tym samym wezwaniem (dekanat Chojnów diecezji legnickiej).

## Historia i architektura
Jest to świątynia wybudowana przez protestantów w 1813 roku, po spaleniu pierwotnego i reprezentuje styl neogotycki. Budowla jest kościołem salowym wzniesionym na planie prostokąta z płytkim prezbiterium i emporą muzyczną umieszczoną na osi i dużą, drewnianą sygnaturką znajdującą się nad głównym wejściem, która jest zwieńczona ostrosłupowym dachem hełmowym. Wyposażenie wnętrza pochodzi z czasów współczesnych.